# Miguel Angel Klappenbach
Miguel Angel Klappenbach (4 mai 1920-25 janvier 2000) est un herpétologiste et un malacologiste uruguayen, né le 4 mai 1920 à Dolores (Uruguay) et mort le 25 janvier 2000 à Montevideo.

## Biographie
Son père travaille pour la banque nationale et la famille Klappenbach change souvent de ville. Miguel Angel s’engage dans la même profession que son père et travaille dans un service d’assurance gouvernemental à Artigas tout en donnant des cours d’histoire naturelle dans une école secondaire.
En 1955, il part s’installer à Montevideo où il devient assistant en zoologie et assure la conservation des collections d’herpétologie et de malacologie au Museo Nacional de Historia Natural y Antropología. Il organise deux importantes expéditions au Brésil (1955) et au Venezuela (1957). Doyen de la Facultad de Humanidades y Ciencias (faculté des humanités et des sciences), il y organise divers enseignements scientifiques. Il prend sa retraite en 1984 mais poursuit ses recherches scientifiques. Il est l’auteur de 75 publications scientifiques.

## Source
- (en) Kraig Adler, Contributions to the history of herpetology, vol. 2, St. Louis, Mo, Society for the Study of Amphibians and Reptiles, 2007, 389 p. (ISBN 0916984710)